# Dwina
Dwina (ros. Северная Двина, Siewiernaja Dwina, „Dźwina Północna”) – rzeka w północnej Rosji. Powstaje z połączenia Suchony i Jugu. Płynie po terenach nizinnych z licznymi rozlewiskami i odnogami. Uchodzi do Zatoki Dwińskiej Morza Białego, tworząc deltę o powierzchni 900 km². 
Główne dopływy:
- prawe
  - Wyczegda
  - Pinega
- lewe
  - Waga

Większe miasta położone nad rzeką: Wielki Ustiug, Kotłas, Archangielsk.
Spławna na całej długości, ale przez 6 miesięcy w roku pokryta lodem. Połączona z dorzeczem Wołgi między innymi poprzez Suchonę.